# Hitoshi Oshitani
Hitoshi Oshitani (japanisch. 押谷 仁, Oshitani Hitoshi; * 29. April 1959) ist ein japanischer Mediziner,  Virologe und Epidemiologe. Er wirkt als Professor an der Universität Tōhoku in Sendai. Als Mitglied des Novel Coronavirus Expert Meeting zählt er zu den „Vätern“ der japanischen „Drei C“-COVID-19-Strategie.

## Werdegang
Oshitani studierte an der Universität Tōhoku Medizin und wurde 1987 approbiert. Es folgte eine Weiterbildung zum Kinderarzt am „National Sendai Hospital“ und er wurde in Mikrobiologie an der Universität Tōhoku promoviert.
Von 1991 bis 1994 war er seitens der Japan International Cooperation Agency (JICA) im Rahmen der Öffentlichen Entwicklungszusammenarbeit in Sambia tätig und lehrte dort Virologie. Daran schloss er ein Studium an der University of Texas school of Public Health in Houston an, das er 1996 mit einem Master of Public Health (MPH)  abschloss.
Zurück in Japan, lehrte er ab 1998 Public Health an der Universität Niigata und wechselte 2005 auf eine Professur im „Department of Virology“ an der Universität Tōhoku.
Seit 1999 ist er Berater der WHO im Regionalbüro für den westlichen Pazifik in Manila (Philippinen) für Infektionskontrolle („Infectious Disease Control“) und koordinierte 2002 für die WHO die internationale Hilfe bei der ersten SARS-Pandemie 2002/2003.